# Abronia anzuetoi
O lagarto jacaré arbóreo Anzueto (Abronia anzuetoi) é uma espécie de lagarto da família Anguidae. A espécie é endémica do Volcán de Agua, na Guatemala.

## Etimologia
O nome específico, anzuetoi, é uma homenagem ao naturalista guatemalteco Roderico Anzueto, que colectou o holótipo.

## Estado de conservação
A extensão de ocorrência de Abronia anzuetoi é de aproximadamente 24 km2 e, portanto, a espécie é considerada vulnerável pela IUCN. O impacto antropogénico é minimizado pelo facto de que o seu habitat nativo tem muitas minas terrestres e as plantações de café ao redor foram abandonadas.

## Habitat
O Abronia anzuetoi é encontrado em altitudes de 1219–2286 metros no Volcán de Agua, habitando florestas nubladas na montanha.

## Comportamento
O Abronia anzuetoi é um lagarto diurno que vive em árvores. Os machos dominantes exibem comportamento territorial.